# Coleophora lepigreella
Coleophora lepigreella é uma espécie de mariposa do gênero Coleophora pertencente à família Coleophoridae.